# نووپرئوبراژنسکی
نووپرئوبراژنسکی (انگلیسی: Novopreobrazhensky) یک شهرک در شهرستان زیلایرسکی استان باشقیرستان کشور روسیه است.